# Radstand
Als Radstand, Achsstand oder Achsabstand bezeichnet man den Abstand zwischen jeweils zwei Achsen eines Fahrzeuges. Verwechslungsgefahr besteht mit Radabstand: gegenseitiger Abstand der Räder einer Achse = Spurweite.
Zweiachsige Fahrzeuge haben genau einen Radstand. Drei- oder mehrachsige Fahrzeuge haben mehrere Radstände, da sich für jede Auswahl von zwei der Achsen ein eigener Radstand ergibt. Darüber hinaus lässt sich für das gesamte Fahrzeug ein theoretischer Radstand errechnen, der dem Abstand der theoretischen Achsmitten der vorderen bzw. hinteren Achsgruppe entspricht. Die theoretischen Achsmitten werden jeweils als Zusammenfassung von zulässigen Einzelachslasten der Achsgruppe zu einer einzigen Achslast ermittelt. Bei Doppelachsen mit gleicher Last auf jeder Achse entspricht die theoretische Achsmitte der geometrischen Mitte zwischen den Achsen.
Ein kürzerer Radstand resultiert in einer größeren Wendigkeit des Fahrzeuges und vergrößert den Rampenwinkel, was sich positiv auf die Geländegängigkeit auswirken kann, jedoch bei gleichbleibender Fahrzeuglänge zu längeren Überhängen führt. Ein längerer Radstand verbessert den Geradeauslauf und den Fahrkomfort. Hierbei spielen jedoch auch die Masseverteilungen des betrachteten Fahrzeugs sowie der Nachlauf eine Rolle. Da den meisten Pkw nur der Platz zwischen den Achsen und Radkästen für den Innenraum genutzt werden kann, führt ein längerer Radstand zu mehr Beinfreiheit. Elektroautos können wegen der kompakteren Antriebstechnik bei gleicher Fahrzeuglänge mit längerem Radstand gebaut werden als Pkw mit Verbrennungsmotor.
Beim Motorrad haben Enduros und Supersportler einen kurzen, Tourer einen längeren und Chopper einen besonders langen Radstand.
Beim Fahrrad haben Rennräder in der Regel einen kurzen, Reiseräder einen langen Radstand.
Bei Kraftfahrzeug-Anhängern werden von der deutschen Straßenverkehrszulassungsordnung für unterschiedliche Achsabstandsmaße jeweils bestimmte technische Anforderungen an Bremsen und maximal zulässige Achslasten gestellt.

## Beispiele
| Radstand (mm) | Fahrzeug                   | Baujahr   | Fahrzeuglänge (mm) | Verhältnis Fahrzeuglänge zu Radstand |
| ------------- | -------------------------- | --------- | ------------------ | ------------------------------------ |
| 1867          | Smart Fortwo               | 1998      | 2500               | 1,339                                |
| 2200          | Fiat Cinquecento           | 1991      | 3230               | 1,468                                |
| 2568          | Mercedes-Benz A-Klasse     | 2004      | 3838–3883          | 1,495–1,512                          |
| 2211–2272     | Porsche 911                | 1963      | 4291               | 1,889–1,941                          |
| 2400          | VW Käfer                   | 1946      | 4080               | 1,700                                |
| 2550          | Nissan 370Z                | 2008      | 4250               | 1,667                                |
| 2619–2678     | VW Golf VIII               | 2019      | 4284–4644          | 1,636–1,734                          |
| 2650          | Ferrari Enzo Ferrari       | 2002      | 4702               | 1,774                                |
| 2845–3095     | Citroën CX                 | 1974      | 4660–4920          | 1,590–1,638                          |
| 2881–3001     | VW Phaeton                 | 2001      | 5055–5175          | 1,724–1,755                          |
| 3000          | Triebdrehgestell ICE 2     |           |                    |                                      |
| 3106–3396     | Mercedes-Benz Baureihe 223 | 2020      | 5179–5469          | 1,610–1,639                          |
| 3125          | Citroën DS                 | 1955      | 4838–4990          | 1,548–1,597                          |
| 3200–3900     | Mercedes-Benz W 100        | 1964      | 5540–6240          | 1,600–1,731                          |
| 3302          | Hummer H1                  | 1992      | 4686               | 1,419                                |
| 5600          | Standard-Bus (VÖV I)       | 1967–1984 | 11000              | 1,964                                |